# Moonage Daydream
Moonage Daydream is een nummer van de Britse muzikant David Bowie en voor het eerst uitgebracht als single in 1971 met de band Arnold Corns. Een opnieuw opgenomen versie, met Bowie en zijn band The Spiders from Mars, werd in 1972 uitgebracht op zijn album The Rise and Fall of Ziggy Stardust and the Spiders from Mars.
Het nummer vertelt over een alien-messias en hint naar zijn doel om de wereld te redden van een aankomende ramp, die werd beschreven in het eerste nummer van het album "Five Years", en zijn lot als typische zielsliefhebber, beschreven in het tweede nummer "Soul Love". In het verhaal van het album is dit een van de belangrijkste nummers, aangezien het de creatie van titelkarakter Ziggy Stardust beschrijft; door middel van een combinatie tussen religie, romantiek, seksuele vrijheid, rebellie en passie verandert hij in de archetypische rockster.
Moonage Daydream: The Life and Times of Ziggy Stardust is de titel van een boek geschreven door Bowie dat werd vernoemd naar dit nummer, gepubliceerd in 2002. Het boek documenteert de jaren 1972 en 1973 en werd volledig geïllustreerd met foto's van Mick Rock. Bowie en Rock ontmoetten elkaar in 1972 en vormden een goede werkrelatie en een blijvende vriendschap. Rock werd hierdoor meteen de enige fotograaf die toestemming had om de tweejarige carrière van Ziggy Stardust vast te leggen.

## Arnold Corns-versie
De Arnold Corns-versie van "Moonage Daydream" was opgenomen op 25 februari 1971 en uitgebracht op single op 7 mei van dat jaar. Het nummer "Hang On to Yourself" werd uitgebracht als de B-kant.
De officiële line-up van de band, met ontwerper Freddie Buretti als frontman, was niet echt; Buretti was wel aanwezig bij de opnamesessie maar zijn bijdragen waren compleet verloren naast de opnamen van Bowie.
Deze versie van het nummer werd ook uitgebracht als een bonustrack op de heruitgave van het album The Man Who Sold the World uit 1990 met een aantal alternatieve teksten ("Come on strong girl, and lay your heavy trip on me, the church of mad love is such a holy place to be"). Ook kwam het voor op de heruitgave ter gelegenheid van de dertigste verjaardag The Rise and Fall of Ziggy Stardust and the Spiders from Mars uit 2002.

## Tracklijst
- Beide nummers betreft de Arnold-Corns versie; beide nummers geschreven door David Bowie.

1. "Moonage Daydream" - 3:52
2. "Hang On to Yourself" - 2:51

## Muzikanten
Arnold Corns-versie
- David Bowie: zang, piano
- Freddi Buretti: zang
- Mark Carr-Pritchard: gitaar
- Peter DeSomogyi: basgitaar
- Tim Broadbent: drums, tamboerijn

Albumversie
- David Bowie: zang, akoestische gitaar, saxofoon, snaar/fluitarrangement
- Mick Ronson: elektrische gitaar, piano
- Trevor Bolder: basgitaar, trompet
- Mick "Woody" Woodmansey: drums